# Joakim Sjöhage
Joakim Sjöhage (* 27. September 1986 in Målsryd) ist ein ehemaliger schwedischer Fußballspieler. Der Offensivspieler gewann sowohl den schwedischen als auch den norwegischen Meistertitel.

## Werdegang
Sjöhage begann mit dem Fußballspielen bei Målsryds IF in seinem Heimatort. Über Dalsjöfors GoIF kam er in die Jugendabteilung des IF Elfsborg. Für den Klub aus Borås debütierte er 2004 in der Allsvenskan. In der folgenden Spielzeit gehörte er weiterhin dem Kader an und stand bei 14 seiner 23 Saisoneinsätze in der Startelf. In der Spielzeit 2006 stand er in allen 26 Saisonspielen auf dem Spielfeld und trug mit vier Saisontoren zum Gewinn des Lennart-Johansson-Pokals als schwedischer Landesmeister bei. Beim Gewinn des erstmals ausgetragenen Supercupen im März des folgenden Jahres durch einen 1:0-Erfolg über Helsingborgs IF durch ein Tor von James Keene saß er auf der Ersatzbank, kam jedoch nicht zum Einsatz.
Obwohl Sjöhage im Verlauf der ersten Saisonhälfte der Spielzeit 2007 nur unregelmäßig zum Einsatz gekommen war, meldete der norwegische Klub SK Brann Interesse an einer Verpflichtung des jungen Spielers an. Beim in der Tippeligaen antretenden Klub unterschrieb er im Juli einen bis 2010 gültigen Kontrakt. Allerdings konnte er sich nicht im Angriff des Klubs festsetzen und kam nur zu drei Saisoneinsätzen. Dennoch gewann er mit dem Klub am Saisonende den Meistertitel.
Im Februar 2008 kehrte Sjöhage auf Leihbasis zu IF Elfsborg zurück, nachdem die etatmäßigen Stürmer Keene, Mathias Svensson und Fredrik Berglund sich in der Vorbereitung auf die Spielzeit 2008 verletzt hatten. Als Ergänzungsspieler – 17 seiner 22 Saisoneinsätze bestritt er als Einwechselspieler – erkämpfte er mit der Mannschaft die Vizemeisterschaft hinter Kalmar FF. Nachdem der Klub daraufhin auf eine Weiterverpflichtung verzichtete, interessierten sich GAIS und Trelleborgs FF für eine Verpflichtung. Letztlich wechselte er zum Trelleborgs FF, der ihn bis Juni 2009 auslieh. Hier wusste er zu überzeugen, so dass kurz vor Ende der Leihfrist der Klub eine vertraglich fixierte Option nutzte und ihn bis Ende 2011 fest verpflichtete. Unter Trainer Tom Prahl rückte er jedoch in seiner zweiten Spielzeit für den Klub ins zweite Glied und kam zunehmend nur noch für die zweite Mannschaft zum Einsatz. In der ersten Hälfte der Spielzeit 2011 zusätzlich durch eine Magenkrankheit gebremst, verkündete er bereits im Sommer seinen Abschied vom Klub spätestens mit Auslaufen seines Vertrages zum Jahresende. Bis zum Saisonabschluss hatte er lediglich vier Partien bestritten und konnte somit den Abstieg in die zweitklassige Superettan nicht verhindern.
Kurz nach Saisonende verkündete im November des Jahres der Zweitligaaufsteiger Varbergs BoIS die Verpflichtung Sjöhages für zwei Spielzeiten. Unter Trainer Halda Kabil setzte er sich jedoch nicht durch – bei seinen 24 Zweitligaeinsätzen in der Superettan-Spielzeit 2012 stand er nur viermal in der Startelf. Im Sommer 2013 verließ er daraufhin auf Leihbasis den Klub und schloss sich dem Viertligisten Tvååkers IF an. Hier etablierte er sich direkt als Stütze in der Offensive, in zehn Saisonspielen erzielte er elf Tore und bereitete neun Treffer seiner Teamkollegen vor. Nach Saisonende schloss er sich dauerhaft dem Klub an, mit dem er Ende 2015 in die drittklassige Division 1 aufstieg – mit 22 Toren in 25 Spielen war er am Erfolg maßgeblich beteiligt. Im Dezember 2015 verlängerte er daraufhin seinen Vertrag bis Ende 2016. Nach einem Schienbeinbruch verpasste er jedoch den Großteil der Drittliga-Spielzeit 2016 und kam nahezu ausschließlich als Einwechselspieler zum Einsatz, der Klub verpasste letztlich den Klassenerhalt. Daraufhin erklärte er nach Saisonabschluss im November 2016 seine höherklassige Karriereende.
2017 kehrte Sjöhage für ein Spiel des Siebtligisten Galtabäcks BK aufs Spielfeld zurück, daraufhin schloss er sich in der folgenden Spielzeit dem Ligakonkurrenten Träslövsläge IF an. 2019 bestritt er zwei Partien für den Sechstligisten Lilla Träslövs FF.